# Tachyoryctes ruddi
Tachyoryctes ruddi är en däggdjursart som beskrevs av Thomas 1909. Tachyoryctes ruddi ingår i släktet afrikanska rotråttor, och familjen råttdjur. Inga underarter finns listade i Catalogue of Life.
Arten hittades vid berget Mount Elgon på gränsen mellan Uganda och Kenya. Den godkänns inte av IUCN. Populationen infogas där i arten Tachyoryctes splendens.